# ジョン・ヴェネマン
ジョン・ヴェネマン（英語: John G. Veneman、1925年10月31日 - 1982年4月11日）は、アメリカ合衆国の政治家。1969年3月から1973年1月まで保健教育福祉次官であった。

## 生涯
1925年10月31日にカリフォルニア州コーコランに誕生した。1962年1月から1969年3月までカリフォルニア州議会下院議員を5期連続で務めた後は、同年3月から1973年1月まで保健教育福祉次官となり、1974年11月のカリフォルニア州副知事選挙に立候補するも敗北した。1982年4月11日にカリフォルニア州サクラメントにて、56歳で死去した。

## 栄誉
1984年8月にカリフォルニア州道99号線のスタニスラウス郡から州道132号線に至る区間は、名前にちなんで「ジョン・G・ヴェネマン・フリーウェイ」と命名された。

## 家族
1947年6月にニタ・ボンバーガーと結婚し、3人の子女が誕生した。この内の1人が第27代農務長官のアン・ヴェネマンである。

## 備考
1. ↑  1984年8月の下院共同決議131章171項